# 村君古墳群
村君古墳群（むらきみこふんぐん）は、埼玉県羽生市にある古墳群。
利根川の自然堤防上に形成された。この古墳群は古くから景行天皇55年に東山道15国の郡督に任命され赴任した豊城入彦命の孫、彦狭島王関連の墳墓の伝承が存在している。しかし多くの古墳は破壊され、現在墳丘の残っている古墳は永明寺境内の永明寺古墳、御廟塚古墳、稲荷塚古墳の3基のみである。
- 永明寺古墳 - 墳丘長73メートルの前方後円墳。6世紀中頃の築造。
- 御廟塚古墳 - 前方後円墳とされるが規模不明。
- 稲荷塚古墳 - 墳丘の大部分は破壊されている。
- 浅間塚古墳 - 堤防の補強工事に封土が使われ消滅。